# Световно първенство по шахмат за жени
Световното първенство по шахмат за жени е състезание, определящо световната шампионка по шахмат. Организира се Световната шахматна федерация (ФИДЕ) от 1927 г. Някои от най-добрите състезателки предпочитат да участват в първенството на мъжете. Шахматистката с най-висок рейтинг ЕЛО в историята Юдит Полгар (2735) никога не се е състезавала за шахматната корона при жените.

## История
Световните първенства за жени през периода 1927 – 1939 г. се провеждат във формата на турнири и мачове за титлата. Турнирите се организират от ФИДЕ едновременно с конгресите на ФИДЕ и „турнирите на нациите“. Общо в предвоенния период са проведени 7 турнира 2 мача (единият неофициален) – всички са спечелени от руската и английска шахматистка с чешко-английски произход Вера Менчик (+78, =4, −1).
Първото първенство се провежда по време на първата шахматна олимпиада в Лондон през 1927 г. Участват 12 състезателки, които играят по веднъж срещу всяка друга. Вера Менчик печели с десет победи и едно реми. Тя запазва титлата си до смъртта си през 1944 г. като я защитава 8 пъти (веднъж неофициално). В 9-те финални турнири и мачове за титлата от 1927 до 1939 г. тя изиграва 101 партии и постига рекордния резултат 88 победи, 9 ремита и само 4 загуби.
През 1950 г. първенството се провежда в Москва, тогава в СССР. Участват 16 състезателки, които играят по една партия срещу всяка друга. Печели Людмила Руденко с 11,5 т. (9 победи, 5 ремита и 1 загуба).
През 1953 г. се играе мач от 14 партии за световната титла при жените. Той се провежда в Ленинград, СССР. Претендентката Елизавета Бикова печели срещу настоящата шампионка Людмила Руденко с 8:6 т. (7 победи, 2 ремита и 5 загуби).
Следващото първенство е през 1956 г. То се провежда в Москва и участват Бикова, Руденко и Олга Рубцова. Всеки две играят от осем партии. Рубцова печели с 10 точки в 16 партии. От 8 партии между Бикова и Рубцова 6 са реми и всяка от двете печели по една партия. Рубцова печели титлата, тъй като печели една партия повече срещу Руденко, отколкото Бикова.
През 1958 г. Бикова връща титлата си в мач с Рубцова, провел се в Москва. Бикова печели с 8,5:6,5 (8 победи, 3 ремита, 3 загуби).
Следващият мач за световната титла е отново в Москва през 1962 г. Бикова трябва да защитава титлата си срещу Нона Гаприндашвили, но губи с 2:9 без да спечели нито една от единадесетте партии.
Гаприндашвили запазва титлата си в мачове срещу Алла Кушнир, състояли се в Рига през 1965 г., в Тбилиси през 1969 г. и отново в Рига през 1972 г. Гаприндашвили печели с 8,5:4,5 т. в първите два мача и с 8,5:7,5 в третия. Гаприндашвили запазва титлата си и в мач през 1975 г., който се състои в Тбилиси и Москва. Този път съперничка е Нана Александрия, но Гаприндашвили печели с 8,5:3,5 т.
През 1978 г. се играе поредният мач за титлата при жените. Този път претендентка е Мая Чибурданидзе, която успява да спечели с 8,5:6,5 т., губейки две и печелейки четири партии в мача от 15 партии (9 ремита).
Чибурданидзе запазва титлата си до 1991 г. като я защитава успешно четири пъти – срещу Гаприндашвили, Нана Александрия, Ирина Левитина, Елена Ахмиловская и Нана Йоселиани съответно през 1981, 1984, 1986 и 1988 г. Мачовете се провеждат в Тбилиси, Волгоград, София-Боржоми, и Тел-Авив.
През 1991 г. Чибурданидзе губи титлата си в мач срещу Сие Дзюн (Китай), провел се в Манила, Филипини. Мачът завършва 8,5:6,5 за китайката, която печели четири партии и губи две; девет партии завършват реми.
Сие Дзюн запазва титлата до 1996 г. като играе мач срещу Йоселиани в Монако през 1993 г., който печели убедително с 8,5:2,5 т.
През 1996 г. претендентката Жужа Полгар печели мача срещу Сие Дзюн в Хаен, Испания, с 8,5:4,5 т.
Полгар отказва да защитава титлата си поради неразбирателство с ФИДЕ и през 1999 г. световната федерация организира мач между Сие Дзюн и Алиса Галямова, който Сие Дзюн печели с 8,5:6,5 т. Това е последният мач за световната титла по шахмат за жени. Следващите шампионати се провеждат с променен регламент.
Първенството през 2001 г. се провежда в Москва. Участват осем шахматистки, които са разделени на четири двойки. Играят се мини-мачове. До финала достигат Джу Чън (Китай) и Александра Костенюк (Русия). Джу Чън печели след 8 партии с резултат 5:3.
Следващото първенство се провежда в Елиста, Русия през 2004 г. Печели го българката Антоанета Стефанова, победила на финала Екатерина Ковалевская (Русия) с 2,5:0,5 т. На полуфинала Стефанова отстранява 6-ата световна шампионка Мая Чибурданидзе.
Първенството през 2006 г. се провежда в Екатеринбург, Русия. Шампионка става Сю Юхуа (Китай), победила Галямова на финала с 2,5:0,5 т.
През 2008 г. се провежда световно първенство в Налчик, Русия. Печели го Александра Костенюк (Русия) с 2,5:1,5 т. срещу Хоу Ифан (Китай). Антоанета Стефанова не участва.
През 2010 г. първенството се провежда Хатай, Турция с 64 шахматистки по системата на елиминиране (нокаут-турнир). Печели го Хоу Ифан (Китай) с 5:3 т. срещу Руан Луфей (Китай). Антоанета Стефанова отпада във втория кръг. През 2011 г. Хоу Ифан защитава успешно титлата си в Тирана, Албания в мач до 10 партии срещу индийката Хъмпи Конеру, като побеждава с 5,5:2,5 т. (+3, =5, –0).
Първенството през 2012 г. се провежда в Ханти-Мансийск, Русия. Антоанета Стефанова става вицешампионка. Финала печели Анна Ушенина (Украйна) при равностойна игра – 2:2 в редовните партии и 1,5:0,5 в двете партии от тайбрека, продължили 89 и 94 хода.
На 20 септември 2013 г. Хоу Ифан си връща световната титла. След като печели в сериите „Гран при“ на ФИДЕ, в китайския град Тайчжоу тя побеждава Ушенина с 5,5:1,5 в мач до 10 партии без да загуби среща (+4, =3).
Световното първенство през 2015 г. се провежда от 16 март до 6 април в Красная поляна (Сочи, Русия). 64 шахматистки се състезават в нокаут-турнир. Шампионка става Мария Музичук от Украйна, която побеждава на финала рускинята Наталия Погонина с 2,5:1,5. Следващата година в мач за титлата до 10 партии от 1 до 18 март в Лвов тя отстъпва с 3:6 (+0, =6, –3) на Хоу Ифан, която става за 4-ти път шампионка.
От 11 февруари до 4 март 2017 г. в Техеран се провежда 38-ото световно първенство. Иран поставя условие всички жени да бъдат постоянно със забрадки. Световната шампионка Хоу Ифан, Мария Музичук, Нази Паикидзе и Ирина Круш отказват да участват в шампионата. Той се организира отново с 64 състезателки по системата на елиминирането, но се явяват 63. Румънската шахматистка Кристина-Адела Фойшор умира преди началото на турнира. Въпреки това нейната дъщеря Сабина-Франческа Фойшор участва, но губи в първия кръг от бъдещата победителка. Шампионка става Тан Чжонъи (Китай), спечелила на финала срещу Анна Музичук (Украйна) с 3,5:2,5 след 2:2 в редовните партии и 1,5:0,5 в ускорен шах.
През 2018 г. се провеждат два световни шампионата за жени, в които побеждава една и съща шахматистка – китайката Дзю Уъндзюн:
- от 2 до 20 май в Шанхай и Чунцин (Китай) като претендентка в мач за титлата тя побеждава тогавашната шампионка Тан Чжонъи с 5,5:4,5 (3+, 5=, 2–).
- от 2 до 23 ноември в Ханти-Мансийск (Русия) печели световното първенство, проведено като турнир с 64 участнички по системата на елиминирането, като на финала играе с Екатерина Лахно (Русия). След 2:2 в класическите партии и 1:1 от ускорен шах, Дзю Уъндзюн печели следващите 2 партии на ускорен шах и така повтаря рекорда на Вера Менчик от 1937 г. за спечелване на световната титла два пъти в една година. [30]

Дзю Уъндзюн защитава титлата си за втори път през 2020 г. в равностоен двубой срещу претендентката Александра Горячкина. Руската шахматистка участва в турнира на претендентките в Казан на мястото на световната ексшампионка Хоу Ифан, която не се явява, но го печели 2 кръга преди края с 2,5 т. аванс на 14.6.2019 г. Мачът за короната се играе от 4 до 24 януари 2020 г. в 12 партии, от които първите 6 в Шанхай, а вторите 6 във Владивосток. Завършва наравно 6:6 (3+, 6=, 3–). В тай-брейка от 4 партии по ускорен шах Дзю Уъндзюн побеждава с 2,5:1,5 (1+, 2=, 0–). 
През юли 2023 г. Дзю Уъндзюн за трети път защитава титлата си, този път срещу сънародничката си Лей Тинцзе, отново с минимална победа, извоювана в последната от редовните 12 игри. Тя изгубва 5-та партия с черните фигири, но после с белите спечелва 6-та и 12-та и с резултат 6,5:5,5 (2+, 9=, 1–) остава шампионка.

## Световни шампиони по шахмат за жени
| №  | период      | шампион             | родена-починала         | страна                    | мач за титлата                               | резултат                                                                                  |
| -- | ----------- | ------------------- | ----------------------- | ------------------------- | -------------------------------------------- | ----------------------------------------------------------------------------------------- |
| 1  | 1927 – 1944 | Вера Менчик         | 16.02.1906 – 27.06.1944 | Русия Чехословакия Англия | 18 – 30 юли 1927 Лондон Великобритания       | 10,5 т. от 11 в турнир с 12 участнички                                                    |
| 1  | 1927 – 1944 | Вера Менчик         | 16.02.1906 – 27.06.1944 | Русия Чехословакия Англия | юли 1930 Хамбург Германия                    | 6,5 т. от 8 в турнир с 5 участнички                                                       |
| 1  | 1927 – 1944 | Вера Менчик         | 16.02.1906 – 27.06.1944 | Русия Чехословакия Англия | юли 1931 Прага Чехословакия                  | 8 т. от 8 в турнир с 5 участнички                                                         |
| 1  | 1927 – 1944 | Вера Менчик         | 16.02.1906 – 27.06.1944 | Русия Чехословакия Англия | юни 1933 Фолкстон Великобритания             | 14 т. от 14 в турнир с 8 участнички                                                       |
| 1  | 1927 – 1944 | Вера Менчик         | 16.02.1906 – 27.06.1944 | Русия Чехословакия Англия | 1934 1 Амстердам Нидерландия                 | 3:1 срещу Соня Граф                                                                       |
| 1  | 1927 – 1944 | Вера Менчик         | 16.02.1906 – 27.06.1944 | Русия Чехословакия Англия | август 1935 Варшава Полша                    | 9 т. от 9 в турнир с 10 участнички                                                        |
| 1  | 1927 – 1944 | Вера Менчик         | 16.02.1906 – 27.06.1944 | Русия Чехословакия Англия | 26 юни – 17 юли 1937 2 Земеринг Австрия      | 11,5:4,5 т. срещу Соня Граф                                                               |
| 1  | 1927 – 1944 | Вера Менчик         | 16.02.1906 – 27.06.1944 | Русия Чехословакия Англия | август 1937 Стокхолм Швеция                  | 14 т. от 14 в турнир с 26 участнички                                                      |
| 1  | 1927 – 1944 | Вера Менчик         | 16.02.1906 – 27.06.1944 | Русия Чехословакия Англия | септември 1939 Буенос Айрес Аржентина        | 18 т. от 19 в турнир с 20 участнички                                                      |
| 2  | 1950 – 1953 | Людмила Руденко     | 27.07.1904 – 04.03.1986 | СССР                      | 1950 Москва СССР                             | 11,5 т. от 15 в турнир с 16 участнички                                                    |
| 3  | 1953 – 1956 | Елизавета Бикова    | 04.11.1913 – 08.03.1989 | СССР                      | 1956 Ленинград СССР                          | 8:6 срещу Руденко                                                                         |
| 3  | 1958 – 1962 | Елизавета Бикова    | 04.11.1913 – 08.03.1989 | СССР                      | 1958 Москва СССР                             | 8,5:5,5 срещу Рубцова                                                                     |
| 3  | 1958 – 1962 | Елизавета Бикова    | 04.11.1913 – 08.03.1989 | СССР                      | 1959 – 1960 Москва СССР                      | 8,5:4,5 срещу Кира Зворикина                                                              |
| 4  | 1956 – 1958 | Олга Рубцова        | 20.09.1909 – 13.12.1994 | СССР                      | 1956 Москва СССР                             | 10 т. от 16 в турнир с Бикова и Руденко                                                   |
| 5  | 1962 – 1978 | Нона Гаприндашвили  | 05.03.1941 –            | СССР                      | 1962 Москва СССР                             | 9:2 срещу Бикова                                                                          |
| 5  | 1962 – 1978 | Нона Гаприндашвили  | 05.03.1941 –            | СССР                      | 1965 Рига СССР                               | 8,5:4,5 срещу Алла Кушнир                                                                 |
| 5  | 1962 – 1978 | Нона Гаприндашвили  | 05.03.1941 –            | СССР                      | 1969 Тбилиси, Москва СССР                    | 8,5:4,5 срещу Кушнир                                                                      |
| 5  | 1962 – 1978 | Нона Гаприндашвили  | 05.03.1941 –            | СССР                      | 1972 Рига СССР                               | 8,5:7,5 срещу Кушнир                                                                      |
| 5  | 1962 – 1978 | Нона Гаприндашвили  | 05.03.1941 –            | СССР                      | 1975 Пицунда, Тбилиси СССР                   | 8,5:3,5 срещу Нана Александрия                                                            |
| 6  | 1978 – 1991 | Мая Чибурданидзе    | 17 януари 1961 –        | СССР Грузия               | 1978 Пицунда СССР                            | 8,5:6,5 срещу Гаприндашвили                                                               |
| 6  | 1978 – 1991 | Мая Чибурданидзе    | 17 януари 1961 –        | СССР Грузия               | 1981 Боржоми, Тбилиси СССР                   | 8:8 срещу Александрия                                                                     |
| 6  | 1978 – 1991 | Мая Чибурданидзе    | 17 януари 1961 –        | СССР Грузия               | 1984 Волгоград СССР                          | 8,5:5,5 срещу Ирина Левитина                                                              |
| 6  | 1978 – 1991 | Мая Чибурданидзе    | 17 януари 1961 –        | СССР Грузия               | 1986 София България , Боржоми СССР           | 8,5:5,5 срещу Елена Ахмиловская                                                           |
| 6  | 1978 – 1991 | Мая Чибурданидзе    | 17 януари 1961 –        | СССР Грузия               | 1988 Телави СССР                             | 8,5:7,5 срещу Нана Йоселиани                                                              |
| 7  | 1991 – 1996 | Сие Дзюн            | 30.10.1970 –            | Китай                     | 1991 Манила Филипини                         | 8,5:6,5 срещу Чибурданидзе                                                                |
| 7  | 1991 – 1996 | Сие Дзюн            | 30.10.1970 –            | Китай                     | 1993 Монако                                  | 8,5:2,5 срещу Йоселиани                                                                   |
| 7  | 1999 – 2001 | Сие Дзюн            | 30.10.1970 –            | Китай                     | 1999 Казан Русия, Шенянг Китай               | 8,5:6,5 срещу Алиса Галямова                                                              |
| 8  | 1996 – 1999 | Жужа Полгар         | 19.04.1969 –            | Унгария                   | 1996 Хаен Испания                            | 8,5:4,5 срещу Сие Дзюн                                                                    |
| 9  | 2001 – 2004 | Джу Чън             | 16.03.1976 –            | Китай                     | 2001 Москва Русия                            | 5:3 срещу Костенюк на финала Турнир с 8 участнички, защото Полгар не защитава титлата си. |
| 10 | 2004 – 2006 | Антоанета Стефанова | 19.04.1979 –            | България                  | 2004 Елиста Русия                            | 2,5:0,5 срещу Ковалевская на финала Турнир с 8 участнички.                                |
| 11 | 2006 – 2008 | Сю Юхуа             | 29.10.1976 –            | Китай                     | 2006 Екатеринбург Русия                      | 2,5:0,5 срещу Галямова на финала Турнир с 8 участнички.                                   |
| 12 | 2008 – 2010 | Александра Костенюк | 23.11.1984 –            | Русия                     | 2008 Налчик Русия                            | 2,5:1,5 срещу Хоу Ифан на финала Турнир с 8 участнички.                                   |
| 13 | 2010 – 2012 | Хоу Ифан            | 27.02.1994 –            | Китай                     | 2010 Хатай Турция                            | 5:3 срещу Руан Люфеи на финала Нокаут турнир с 64 участнички.                             |
| 13 | 2010 – 2012 | Хоу Ифан            | 27.02.1994 –            | Китай                     | 2011 Тирана Албания                          | 5,5:2,5 срещу Хъмпи Kонеру                                                                |
| 13 | 2013 – 2015 | Хоу Ифан            | 27.02.1994 –            | Китай                     | 2013 Тайчжоу Китай                           | 5,5:1,5 срещу Ушенина                                                                     |
| 13 | 2016 – 2017 | Хоу Ифан            | 27.02.1994 –            | Китай                     | 2016 Лвов Украйна                            | 6:3 срещу Мария Музичук                                                                   |
| 14 | 2012 – 2013 | Анна Ушенина        | 30.08.1985 –            | Украйна                   | 2012 Ханти-Мансийск Русия                    | 3,5:2,5 срещу Антоанета Стефанова на финала Нокаут турнир с 64 участнички.                |
| 15 | 2015 – 2016 | Мария Музичук       | 21.09.1992 –            | Украйна                   | 2015 Сочи Русия                              | 2,5:1,5 срещу Наталия Погонина на финала Нокаут турнир с 64 участнички.                   |
| 16 | 2017 – 2018 | Тан Чжонъи          | 29.05.1991 –            | Китай                     | 2017 Техеран Иран                            | 3,5:2,5 срещу Анна Музичук на финала Нокаут турнир с 64 участнички.                       |
| 17 | 2018 –      | Дзю Уъндзюн         | 31.01.1991 –            | Китай                     | 2 – 20.5.2018 Шанхай, Чунцин Китай           | 5,5:4,5 срещу Тан Чжунъи                                                                  |
| 17 | 2018 –      | Дзю Уъндзюн         | 31.01.1991 –            | Китай                     | 2 – 23.11.2018 Ханти-Мансийск Русия          | 5:3 срещу Екатерина Лагно на финала Нокаут турнир с 64 участнички.                        |
| 17 | 2018 –      | Дзю Уъндзюн         | 31.01.1991 –            | Китай                     | 4 – 24.1.2020 Шанхай Китай Владивосток Русия | 8,5:7,5 срещу Александра Горячкина на финала 6:6; 2,5:1,5 ускорен шах                     |
| 17 | 2018 –      | Дзю Уъндзюн         | 31.01.1991 –            | Китай                     | 5 – 24.7.2023 Шанхай Китай Чунцин Китай      | 6,5:5,5 срещу Лей Тинцзе на финала                                                        |

1 През 1934 г. Макс Еве призовава Соня Граф в Холандия и я поема под закрилата си. Той ѝ организира мач срещу световната шампионка Вера Менчик . Мачът е за титлата на Световното първенство, но международната асоциация не го признава официално и счита мача за приятелски. По това време обаче състезанията за световно първенство не са под контрола на ФИДЕ. Менчик е фаворит, но Соня Граф изненадващо печели първата партия. В следващите три партии обаче световната шампионка побеждава и защитава титлата си. Това е първият мач за титлата път в историята на световните първенства за жени. 
2 Подобно на мача от 1934 г., този мач е организиран от самите двама играчи (както е практиката по това време), но е одобрен и признат от ФИДЕ.
| №   | Име                 | Шампионски титли | Години | Вицешампион |
| --- | ------------------- | ---------------- | ------ | ----------- |
| 1   | Вера Менчик         | 9                | 17     | 1           |
| 2   | Нона Гаприндашвили  | 5                | 16     | 1           |
| 3   | Мая Чибурданидзе    | 5                | 13     | 1           |
| 4   | Хоу Ифан            | 4                | 6      | 1           |
| 5   | Дзю Уъндзюн         | 4                | 5      | 0           |
| 6-7 | Елизавета Бикова    | 3                | 7      | 1           |
| 6-7 | Сие Дзюн            | 3                | 7      | 1           |
| 8   | Людмила Руденко     | 1                | 3      | 1           |
| 9   | Жужа Полгар         | 1                | 3      | 0           |
| 10  | Джу Чън             | 1                | 3      | 0           |
| 11  | Олга Рубцова        | 1                | 2      | 1           |
| 12  | Антоанета Стефанова | 1                | 2      | 1           |
| 13  | Александра Костенюк | 1                | 2      | 1           |
| 14  | Анна Ушенина        | 1                | 1      | 1           |
| 15  | Мария Музичук       | 1                | 1      | 1           |
| 16  | Тан Чжонъи          | 1                | 1      | 1           |
| 17  | Сю Юхуа             | 1                | 2      | 0           |